# Eoseo-wa
Eoseo-wa (어서와?), nota anche con i titoli internazionali Welcome e Meow, the Secret Boy, è una serie televisiva sudcoreana del 2020.

## Trama
Una giovane ragazza, Kim Sol-ah, adotta un gattino che chiama Hong-jo e che – a sua insaputa – può trasformarsi in un essere umano. Hong-jo cerca così di conquistare la ragazza, tramite la sua forma umana, senza però farle sospettare la sua vera natura.